# Impreza

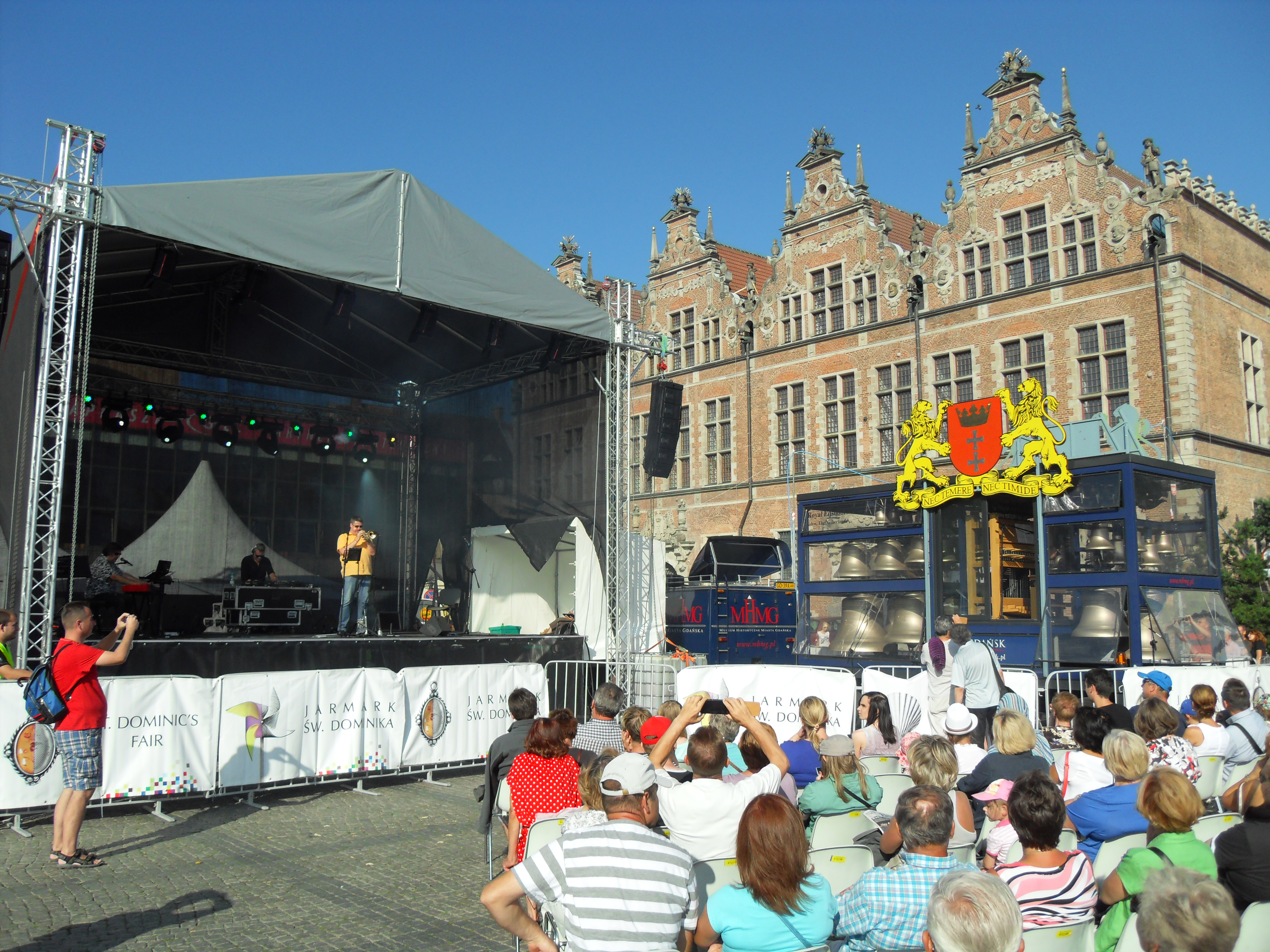
Impreza

Impreza – wydarzenie kulturalne o różnorodnej treści i formie, przeznaczone dla publiczności.
Przyjmuje się, że jest to np. koncert, zabawa, widowisko, bal, loteria fantowa, zawody sportowe itp.. Mogą one być organizowane w celach rozrywkowych, propagandowych lub dochodowych.
Słowo „impreza” pochodzi od włoskiego impresa.
Imprezy rozróżnia się pod względem tematyki (np. sportowe, kolejowe, artystyczne, towarzyskie, religijne). Ze względu na sposób organizacji wyróżnia się imprezy jednorazowe i cykliczne. 

## Prawo polskie
Polskie prawo reguluje kilka kwestii związanych z organizacją i przebiegiem imprez. W ustawie z 24 listopada 2017 o bezpieczeństwie imprez masowych uregulowano organizację imprez masowych. Brak jest tu jednolitej definicji legalnej imprezy masowej, lecz wymienione są ich uregulowane kategorie wyróżniane na podstawie odmiennych kryteriów (imprezy artystyczno-rozrywkowe, sportowe, w tym osobno uregulowane mecze piłkarskie). Imprezy masowe wymagają specjalnej organizacji i zabezpieczenia. Organizator imprezy masowej jest główną osobą odpowiedzialną za zapewnienie jej bezpieczeństwa oraz zachowanie porządku publicznego w jej trakcie.
Przepisy szczegółowe regulują dodatkowo inne typy imprez, np. w ustawie z 24 listopada 2017 o imprezach turystycznych i powiązanych usługach turystycznych uregulowano organizację imprez turystycznych, rozumianych jako połączenie co najmniej dwóch różnych rodzajów usług turystycznych na potrzeby tej samej podróży lub wakacji.